# 信更
信更（しんこう）は、長野市南西部の地域。本項ではかつて概ね同地域に所在した更級郡信更村（しんこうむら）についても述べる。

## 地理

### 山岳
- 高雄山
- 虚空蔵山
- 篠山

### 河川
- 犀川
- 聖川

## 歴史
- 1956年（昭和31年）6月1日 - 更級郡信田村・更府村が合併して信更村が発足。
- 1966年（昭和41年）10月16日 - 更級郡信更村が長野市・篠ノ井市・更級郡川中島町・更北村・埴科郡松代町・上高井郡若穂町・上水内郡七二会村と合併し、改めて長野市が発足。同日信更村廃止。長野市信更地域となり、各大字は信更町を冠称。
- 2016年(平成28年) 4月1日 信田地区の信田小学校と更府地区の更府小学校が統合し長野市立信更小学校へ。
- 2017年(平成29年)3月31日 信田地区赤田の長野市社会事業協会が運営していた児童養護施設更科福祉園が閉園
- 2023年(令和5年)3月31日 長野市立信更中学校が少子化などを理由に閉校。
- 2024年(令和6年)3月31日 長野市立信更小学校が少子化などを理由に閉校 。

## 大字・町丁
信田地区
- 信更町赤田
- 信更町田野口
- 信更町氷ノ田
- 信更町灰原
- 信更町高野
- 信更町田沢

更府地区
- 信更町吉原
- 信更町三水
- 信更町涌池
- 信更町桜井
- 信更町宮平
- 信更町下平
- 信更町古藤
- 信更町安庭

## 交通

### 道路
- 国道19号
- 長野県道70号長野信州新線
- 長野県道384号安庭篠ノ井線
- 長野県道390号小峰稲荷山線
- 長野県道395号川口田野口篠ノ井線
- 白馬長野有料道路
  - 安庭インターチェンジ